# Guillaume Bonnafond
Guillaume Bonnafond (Valence, 23 de junho de 1987) é um ciclista francês.
Foi profissional desde 2009, quando estreiou com a equipa francesa AG2R La Mondiale, até 2018, sendo o conjunto Cofidis sua última equipa como profissional.

## Palmarés
- 2008 (como amador)[2]
- Ronde de l'Isard d'Ariège, mais 1 etapa
- Tour de Saboia, mais 2 etapas

## Resultados em Grandes Voltas
| Corrida | Corrida         | 2009 | 2010 | 2011 | 2012 | 2013  | 2014 | 2015 | 2016 | 2017 | 2018 |
| ------- | --------------- | ---- | ---- | ---- | ---- | ----- | ---- | ---- | ---- | ---- | ---- |
|         | Giro d'Italia   | 87.º | Ab.  | —    | 90.º | 107.º | —    | —    | 54.º | —    | —    |
|         | Tour de France  | —    | —    | —    | —    | —     | —    | —    | —    | —    | —    |
|         | Volta a Espanha | —    | 58.º | 26.º | —    | —     | —    | —    | —    | 88.º | —    |

—: não participa

Ab.: abandono

## Equipas
- AG2R La Mondiale (2009-2016)
- Cofidis, Solutions Crédits[3] (2017-2018)